# Монтроуз (Британська Колумбія)
Монтроуз (англ. Montrose) — село в Канаді, у провінції Британська Колумбія, у складі регіонального округу Кутеней-Баундері.

## Населення
За даними перепису 2016 року, село нараховувало 996 осіб, показавши скорочення на 3,3%, порівняно з 2011-м роком. Середня густина населення становила 681,4 осіб/км².
З офіційних мов обидвома одночасно володіли 25 жителів, тільки англійською — 970, а 5 — жодною з них. Усього 65 осіб вважали рідною мовою не одну з офіційних.
Працездатне населення становило 54,7% усього населення, рівень безробіття — 4,3%.
Середній дохід на особу становив $49 830 (медіана $40 533), при цьому для чоловіків — $62 068, а для жінок $36 451 (медіани — $54 613 та $28 416 відповідно).
31,4% мешканців мали закінчену шкільну освіту, не мали закінченої шкільної освіти — 12,8%, 55,2% мали післяшкільну освіту, з яких 20% мали диплом бакалавра, або вищий, 10 осіб мали вчений ступінь.
| Статево-вікова структура населення | Статево-вікова структура населення | Статево-вікова структура населення | Статево-вікова структура населення | Статево-вікова структура населення |
| ---------------------------------- | ---------------------------------- | ---------------------------------- | ---------------------------------- | ---------------------------------- |
|                                    |                                    |                                    |                                    |                                    |
| Всього                             | Всього                             | 51,0%49,0%                         |                                    |                                    |
| 0 — 14 років                       | 0 — 14 років                       |                                    | 13,1%                              | 13,1%                              |
| 15 — 64 років                      | 15 — 64 років                      |                                    | 64,3%                              | 64,3%                              |
| 65 і більше                        | 65 і більше                        |                                    | 22,6%                              | 22,6%                              |
| 85 і більше                        | 85 і більше                        |                                    | 2%                                 | 2%                                 |
| Середній вік (років)               | Середній вік (років)               | 45,846,2                           | 46,0                               | 46,0                               |
| Медіана (років)                    | Медіана (років)                    | 50,9                               | 50,9                               | 50,9                               |
| — чоловіки — жінки                 |                                    |                                    |                                    |                                    |

| Походження мешканців:     | Походження мешканців:     | Походження мешканців: | Походження мешканців: | Походження мешканців: |
| ------------------------- | ------------------------- | --------------------- | --------------------- | --------------------- |
| Походження                |                           |                       | осіб                  | %                     |
| Корінні американці        | Корінні американці        |                       | 65                    | 6.88%                 |
| Інше північноамериканське | Інше північноамериканське |                       | 260                   | 27.51%                |
| Європейське               | Європейське               |                       | 840                   | 88.89%                |
| британське                | британське                |                       | 570                   | 60.32%                |
| французьке                | французьке                |                       | 85                    | 8.99%                 |
| українське                | українське                |                       | 25                    | 2.65%                 |
| Африканське               | Африканське               |                       | 10                    | 1.06%                 |
| Азійське                  | Азійське                  |                       | 15                    | 1.59%                 |

## Клімат
Середня річна температура становить 8,1°C, середня максимальна – 23,9°C, а середня мінімальна – -10,8°C. Середня річна кількість опадів – 658 мм.
| Клімат поселення                              | Клімат поселення | Клімат поселення | Клімат поселення | Клімат поселення | Клімат поселення | Клімат поселення | Клімат поселення | Клімат поселення | Клімат поселення | Клімат поселення | Клімат поселення | Клімат поселення | Клімат поселення |
| Показник                                      | Січ.             | Лют.             | Бер.             | Квіт.            | Трав.            | Черв.            | Лип.             | Серп.            | Вер.             | Жовт.            | Лист.            | Груд.            |                  |
| Середній максимум, °C                         | 4,20             | 7,10             | 11,11            | 15,80            | 20,28            | 23,86            | 22,52            | 22,44            | 17,23            | 10,79            | 4,65             | 0,53             |                  |
| Середня температура, °C                       | −3,31            | −0,43            | 3,60             | 8,26             | 12,76            | 16,34            | 19,45            | 19,38            | 14,16            | 7,72             | 1,58             | −2,55            |                  |
| Середній мінімум, °C                          | −10,82           | −7,96            | −3,94            | 0,75             | 5,24             | 8,81             | 16,38            | 16,31            | 11,09            | 4,66             | −1,49            | −5,61            |                  |
| Норма опадів, мм                              | 67               | 49               | 54               | 49               | 62               | 62               | 41               | 35               | 37               | 44               | 77               | 81               |                  |
| Середньомісячна швидкість вітру, м/с          | 2.25             | 2.22             | 2.42             | 2.70             | 2.60             | 2.52             | 2.42             | 2.38             | 2.20             | 2.17             | 2.25             | 2.24             |                  |
| Середньомісячна сонячна радіація, кДж/м²·день | 3547             | 7045             | 11680            | 16628            | 20507            | 22419            | 24039            | 20740            | 14787            | 8620             | 4037             | 2856             |                  |
| --------------------------------------------- | ---------------- | ---------------- | ---------------- | ---------------- | ---------------- | ---------------- | ---------------- | ---------------- | ---------------- | ---------------- | ---------------- | ---------------- | ---------------- |
| Джерело:                                      |                  |                  |                  |                  |                  |                  |                  |                  |                  |                  |                  |                  |                  |